# 佩德罗·罗伯特
佩德罗·罗伯特（西班牙語：Pedro Robert，1956年7月11日—），西班牙男子水球运动员。他曾代表西班牙参加1980年、1984年和1988年夏季奥林匹克运动会水球比赛，最好名次为1980年和1984年奥运会的第四名。